# Stephen Foster
Stephen Collins Foster (nascut a Lawrenceville (avui part de Pittsburgh), Pennsilvània, 4 de juliol de 1826 – Nova York, 13 de gener de 1864) fou un preeminent cantautor estatunidenc del seu temps. Moltes de les seves cançons tal com Oh! Susanna, Camptown Races i Beatiful Dreamer, encara són populars després de 150 anys de la seva composició, malgrat els escassos coneixements tècnics de Foster.
Foster fou el més jove d'una família de 10 fills relativament acomodada. La seva educació inclou un mes en la universitat, i poca preparació formal en la música. Malgrat tot, havia publicat diverses cançons abans de complir els 20 anys (la primera, Open Thy Lattice Love, aparegué quan en tenia 18). Es feu conegut també en aquesta època per canviar tot el diner dels seus guanys en pipetes d'or.
En els anys d'adolescent, va ser influït per dos homes: Henry Kleber i Dan Rice. El primer era un músic clàssic preparat que obrí un magatzem de música a Pittsburgh i que estava entre els pocs professors formals de música que va tenir Stephen. L'últim era un entretenidor, i un cantant de caretes pintades, que es passava la vida en circs itinerants. Aquests dos mons musicals molt diferents crearen una inquieta cruïlla en l'adolescent Foster. Malgrat que era respectuós de les cançons de saló durant el dia, ell i els seus amics s'asseien al piano, escrivint i cantant "cançons de coon" (de carnestoltes) tota la nit. Eventualment, Foster aprendria a juxtaposar els dos gèneres per crear alguns dels seus millors treballs.
El 1846 es traslladà a Cincinnati (Ohio) i es feu comptable de la companyia del vaixell de vapor del seu germà. Mentre vivia a Cincinnati, Foster feu les seves primeres cançons d'èxit, entre aquestes Oh! Susanna, que serviria com a himne de la febre de l'or de Califòrnia el 1848/9. El 1849 publicà Foster's Ethiopian Melodies, que incloïa la cançó Nelly Was a Lady, feta famosa pels Christy Minstrels.
Aquell any retornà a Pennsilvània i signà un contracte amb els Christy Minstrels, i començà el període en què escriví la majoria de les seves cançons més conegudes: Camptown Races (1850), Nelly Bly (1850), Old Folks at Home (també coneguda com a Swanee River, 1851), My Old Kentucky Home (1853), Old Dog Tray (1853), Hard Times Come Again No More (1854) i Jeannie With the Light Brown Hair (1854), que fou dedicada a la seva esposa, Jane Mc Dowall. De Swanne River, s'arribaren a vendre 300.000 exemplars en poc de temps.
Moltes de les cançons de Foster estaven en la tradició popular del Minstrel show d'aquell temps. Encara que els actors de blackface eren l'únic canal popular disponible per a ell, ell cercà, en paraules seves, "millorar el gust... entre la gent refinada fent paraules convenients al seu gust, en lloc de les paraules grolleres i realment ofensives que pertanyen a algunes cançons d'aquest estil." Manà als executants blancs de les seves cançons no mofar-se dels esclaus sinó que l'audiència sentís compassió vers ells.
Malgrat que les seves cançons s'ocupaven en gran part de la vida del sud, el mateix Foster tenia poques experiències de primera mà allà, només havia visitat Nova Orleans el 1852 en la seva lluna de mel. Foster intentà guanyar-se la vida com a compositor professional, i se'n pot considerar un pioner al respecte, ja que aquest camp d'esforç encara no existia en el sentit modern. Per tant, en part per les pobres provisions, pobres per drets d'autor i les regalies del compositor del temps, Foster veié molt poc dels beneficis que les seves obres generaren als impressors de les seves partitures. Molts editors sovint imprimirien les seves pròpies edicions de les tonades de Foster competint entre si, sense pagar res a Foster. Per Oh, Susanna, rebé només 100 $.
Foster es traslladà a Nova York el 1860. Un any més tard, la seva esposa i filla l'abandonaren per tornar a Pittsburgh. A principis de 1862 la seva fortuna musical començà a declinar, i també la qualitat de les seves noves cançons. Començà a treballar amb George Cooper a inicis de 1863 i les lletres eren sovint gracioses i les dissenyà per subjugar el públic del teatre musical. La Guerra Civil estatunidenca també arruïnaria el mercat de les execucions musicals.
Stephen Foster morí el 13 de gener de 1864, jove, a l'edat de 37 anys. S'havia empobrit mentre vivia a l'hotel North American, a Bowery, al Lower East Side de Manhattan (i només li restaven 38 centaus) quan morí. A la butxaca tenia un tros de paper amb un enigmàtic missatge, "dear friends and gentle hearth" ('volguts amics i cors gentils'), només això. Resta enterrat al cementiri Allegheny, a Pittsburgh. Una de les seves obres més volgudes, Beautiful Dreamer, fou publicada poc de temps després de la seva mort.
El seu germà, Morrison Foster, fou el responsable de compilar les seves obres i escrigué una breu però pertinent biografia de Stephen. La seva germana Ann Eliza Foster Buchanan es casà amb un germà del president dels Estats Units, James Buchanan.
Es construí en el campus de la Universitat de Pittsburgh un edifici anomenat Stephen Foster Memorial, que recull un museu.
El 1970 va ser inclòs en el Saló de la Fama dels Cantautors.